# Bielatycze (przystanek kolejowy)
Bielatycze (ukr. Белятичі) – przystanek kolejowy pomiędzy miejscowościami Bielatycze i Lubikowicze, w rejonie sarneńskim, w obwodzie rówieńskim, na Ukrainie. Leży na linii Równe – Baranowicze – Wilno.